# Antonin Rolland
Antonin Rolland (Sainte-Euphémie, 3 september 1924) is een voormalig Frans wielrenner. Hij was beroepsrenner tussen 1946 en 1961.

## Belangrijkste overwinningen
1950
- Grand Prix du Midi Libre

1952
- 23e etappe Ronde van Frankrijk

1953
- 4e etappe Criterium du Dauphiné Libéré

1955
- 2e etappe Ronde van Frankrijk

1956
- Eindklassement Midi Libre

1958
- Eindklassement Ronde van Sardinië

## Resultaten in voornaamste wedstrijden
| Jaar | Ronde van Italië | Ronde van Frankrijk | Ronde van Spanje |
| ---- | ---------------- | ------------------- | ---------------- |
| 1947 |                  |                     |                  |
| 1948 |                  |                     |                  |
| 1949 |                  | 45e                 |                  |
| 1950 |                  | 29e                 |                  |
| 1951 |                  |                     |                  |
| 1952 |                  | 21e (1)             |                  |
| 1953 |                  | 7e                  |                  |
| 1954 |                  | 19e                 |                  |
| 1955 |                  | 5e (1)              |                  |
| 1956 |                  | 35e                 |                  |
| 1957 | 10e (1)          | 39e                 |                  |
| 1958 | 58e              | 66e                 |                  |
| 1959 |                  |                     |                  |
| 1960 |                  | 59e                 | 14e              |

| Jaar | Milaan-San Remo | Ronde van Vlaanderen | Parijs-Roubaix | Ronde van Lombardije | Parijs-Tours | Parijs-Brussel |  | WK op de weg |
| ---- | --------------- | -------------------- | -------------- | -------------------- | ------------ | -------------- |  | ------------ |
| 1947 |                 |                      |                |                      | 5e           |                |  |              |
| 1948 |                 |                      | 60e            | 6e                   | 11e          |                |  |              |
| 1949 | 47e             |                      |                | 9e                   | 16e          | 13e            |  |              |
| 1950 |                 |                      | 34e            | 27e                  | 12e          |                |  | 12e          |
| 1951 |                 |                      | 65e            |                      |              |                |  |              |
| 1952 |                 |                      | 10e            |                      | 13e          |                |  |              |
| 1953 |                 |                      | 15e            | 43e                  | 17e          | 50e            |  | 15e          |
| 1954 |                 |                      | 64e            |                      | 50e          |                |  |              |
| 1955 | 17e             |                      | 27e            | 11e                  | 51e          |                |  | 9e           |
| 1956 |                 |                      |                |                      | 36e          |                |  |              |
| 1957 |                 | 14e                  | 58e            |                      | 29e          | 13e            |  |              |
| 1958 |                 |                      | 53e            |                      | 45e          | 53e            |  |              |
| 1959 |                 |                      | 73e            | 21e                  | 38e          | 66e            |  |              |
| 1960 |                 |                      | 21e            |                      |              |                |  |              |